# Formule 1 v roce 1979
Sezóna Formule 1 1979 byla 30. sezónou Mistrovství světa Formule 1, závodní série pořádané pod hlavičkou Mezinárodní automobilové federace (FIA). Sezóna zahrnovala 15. mistrovských a 3 nemistrovské závody. Mistrovství světa se konalo mezi 21. lednem a 7. říjnem.
Jody Scheckter vyhrál šampionát jezdců s týmovým kolegou Gillesem Villeneuvem na druhém místě. Ferrari vyhrálo mistrovství konstruktérů. Byl to čtvrtý zisk poháru mezi konstruktéry týmu za pět let a další následovaly, ale bylo to jejich poslední mistrovství jezdců na dalších 21 let.
Byla to poslední sezóna pro mistra světa Formule 1 z roku 1976 Jamese Hunta.

## Týmy a jezdci
| Účastník                                                    | Konstruktér        | Šasi                  | Motor                                             | Pneumatiky | Číslo | Jezdci                 | Závody       |
| ----------------------------------------------------------- | ------------------ | --------------------- | ------------------------------------------------- | ---------- | ----- | ---------------------- | ------------ |
| Martini Racing Team Lotus                                   | Lotus-Ford         | 79 80                 | Ford Cosworth DFV 3,0 V8                          | G          | 1     | Mario Andretti         | Vše          |
| Martini Racing Team Lotus                                   | Lotus-Ford         | 79 80                 | Ford Cosworth DFV 3,0 V8                          | G          | 2     | Carlos Reutemann       | Vše          |
| Team Tyrrell Candy Tyrrell Team                             | Tyrrell-Ford       | 009                   | Ford Cosworth DFV 3,0 V8                          | G          | 3     | Didier Pironi          | Vše          |
| Team Tyrrell Candy Tyrrell Team                             | Tyrrell-Ford       | 009                   | Ford Cosworth DFV 3,0 V8                          | G          | 4     | Jean-Pierre Jarier     | 1–9, 12–15   |
| Team Tyrrell Candy Tyrrell Team                             | Tyrrell-Ford       | 009                   | Ford Cosworth DFV 3,0 V8                          | G          | 4     | Geoff Lees             | 10           |
| Team Tyrrell Candy Tyrrell Team                             | Tyrrell-Ford       | 009                   | Ford Cosworth DFV 3,0 V8                          | G          | 4     | Derek Daly             | 11           |
| Team Tyrrell Candy Tyrrell Team                             | Tyrrell-Ford       | 009                   | Ford Cosworth DFV 3,0 V8                          | G          | 33    | Derek Daly             | 14–15        |
| Parmalat Racing Team                                        | Brabham-Alfa Romeo | BT46 BT48             | Alfa Romeo 115-12 3,0 F12 Alfa Romeo 1260 3,0 V12 | G          | 5     | Niki Lauda             | 1–13         |
| Parmalat Racing Team                                        | Brabham-Alfa Romeo | BT46 BT48             | Alfa Romeo 115-12 3,0 F12 Alfa Romeo 1260 3,0 V12 | G          | 6     | Nelson Piquet          | 1–13         |
| Parmalat Racing Team                                        | Brabham-Ford       | BT49                  | Ford Cosworth DFV 3,0 V8                          | G          | 5     | Ricardo Zunino         | 14–15        |
| Parmalat Racing Team                                        | Brabham-Ford       | BT49                  | Ford Cosworth DFV 3,0 V8                          | G          | 6     | Nelson Piquet          | 14–15        |
| Marlboro Team McLaren Löwenbräu Team McLaren                | McLaren-Ford       | M26 M28 M28B M28C M29 | Ford Cosworth DFV 3,0 V8                          | G          | 7     | John Watson            | Vše          |
| Marlboro Team McLaren Löwenbräu Team McLaren                | McLaren-Ford       | M26 M28 M28B M28C M29 | Ford Cosworth DFV 3,0 V8                          | G          | 8     | Patrick Tambay         | Vše          |
| ATS Wheels                                                  | ATS-Ford           | D2 D3                 | Ford Cosworth DFV 3,0 V8                          | G          | 9     | Hans-Joachim Stuck     | Vše          |
| Scuderia Ferrari SpA SEFAC                                  | Ferrari            | 312T3 312T4 312T4B    | Ferrari 015 3,0 F12                               | M          | 11    | Jody Scheckter         | Vše          |
| Scuderia Ferrari SpA SEFAC                                  | Ferrari            | 312T3 312T4 312T4B    | Ferrari 015 3,0 F12                               | M          | 12    | Gilles Villeneuve      | Vše          |
| Fittipaldi Automotive                                       | Fittipaldi-Ford    | F5A F6 F6A            | Ford Cosworth DFV 3,0 V8                          | G          | 14    | Emerson Fittipaldi     | Vše          |
| Fittipaldi Automotive                                       | Fittipaldi-Ford    | F5A F6 F6A            | Ford Cosworth DFV 3,0 V8                          | G          | 19    | Alex Ribeiro           | 14–15        |
| Équipe Renault Elf                                          | Renault            | RS01 RS10             | Renault-Gordini EF1 1.5 V6 t                      | M          | 15    | Jean-Pierre Jabouille  | Vše          |
| Équipe Renault Elf                                          | Renault            | RS01 RS10             | Renault-Gordini EF1 1.5 V6 t                      | M          | 16    | René Arnoux            | Vše          |
| Samson Shadow Racing Interscope Shadow Racing Shadow Racing | Shadow-Ford        | DN9                   | Ford Cosworth DFV 3,0 V8                          | G          | 17    | Jan Lammers            | Vše          |
| Samson Shadow Racing Interscope Shadow Racing Shadow Racing | Shadow-Ford        | DN9                   | Ford Cosworth DFV 3,0 V8                          | G          | 18    | Elio de Angelis        | Vše          |
| Olympus Cameras Wolf Racing Michelob Wolf Racing            | Wolf-Ford          | WR7 WR8 WR9           | Ford Cosworth DFV 3,0 V8                          | G          | 20    | James Hunt             | 1–7          |
| Olympus Cameras Wolf Racing Michelob Wolf Racing            | Wolf-Ford          | WR7 WR8 WR9           | Ford Cosworth DFV 3,0 V8                          | G          | 20    | Keke Rosberg           | 8–15         |
| Team Ensign                                                 | Ensign-Ford        | N177 N179             | Ford Cosworth DFV 3,0 V8                          | G          | 22    | Derek Daly             | 1–7          |
| Team Ensign                                                 | Ensign-Ford        | N177 N179             | Ford Cosworth DFV 3,0 V8                          | G          | 22    | Patrick Gaillard       | 8–12         |
| Team Ensign                                                 | Ensign-Ford        | N177 N179             | Ford Cosworth DFV 3,0 V8                          | G          | 22    | Marc Surer             | 13–15        |
| Team Merzario                                               | Merzario-Ford      | A1B A2 A4             | Ford Cosworth DFV 3,0 V8                          | G          | 24    | Arturo Merzario        | 1–6, 8–15    |
| Team Merzario                                               | Merzario-Ford      | A1B A2 A4             | Ford Cosworth DFV 3,0 V8                          | G          | 24    | Gianfranco Brancatelli | 7            |
| Ligier Gitanes                                              | Ligier-Ford        | JS11                  | Ford Cosworth DFV 3,0 V8                          | G          | 25    | Patrick Depailler      | 1–7          |
| Ligier Gitanes                                              | Ligier-Ford        | JS11                  | Ford Cosworth DFV 3,0 V8                          | G          | 25    | Jacky Ickx             | 8–15         |
| Ligier Gitanes                                              | Ligier-Ford        | JS11                  | Ford Cosworth DFV 3,0 V8                          | G          | 26    | Jacques Laffite        | Vše          |
| Albilad-Saudia Racing Team                                  | Williams-Ford      | FW06 FW07             | Ford Cosworth DFV 3,0 V8                          | G          | 27    | Alan Jones             | Vše          |
| Albilad-Saudia Racing Team                                  | Williams-Ford      | FW06 FW07             | Ford Cosworth DFV 3,0 V8                          | G          | 28    | Clay Regazzoni         | Vše          |
| Warsteiner Arrows Racing Team                               | Arrows-Ford        | A1 A2                 | Ford Cosworth DFV 3,0 V8                          | G          | 29    | Riccardo Patrese       | Vše          |
| Warsteiner Arrows Racing Team                               | Arrows-Ford        | A1 A2                 | Ford Cosworth DFV 3,0 V8                          | G          | 30    | Jochen Mass            | Vše          |
| Team Rebaque                                                | Lotus-Ford         | 79                    | Ford Cosworth DFV 3,0 V8                          | G          | 31    | Héctor Rebaque         | 1–6, 8–12    |
| Team Rebaque                                                | Rebaque-Ford       | HR100                 | Ford Cosworth DFV 3,0 V8                          | G          | 31    | Héctor Rebaque         | 13–15        |
| Autodelta                                                   | Alfa Romeo         | 177 179               | Alfa Romeo 115-12 3,0 F12 Alfa Romeo 1260 3,0 V12 | G          | 35    | Bruno Giacomelli       | 6, 8, 13, 15 |
| Autodelta                                                   | Alfa Romeo         | 177 179               | Alfa Romeo 115-12 3,0 F12 Alfa Romeo 1260 3,0 V12 | G          | 36    | Vittorio Brambilla     | 13–15        |
| Willi Kauhsen Racing Team                                   | Kauhsen-Ford       | WK                    | Ford Cosworth DFV 3,0 V8                          | G          | 36    | Gianfranco Brancatelli | 5–6          |

### Změny před sezónou
Mezi vedoucími týmy pro tuto sezónu došlo k několika významným změnám, protože smrt švédského jezdce Ronnieho Petersona v září předchozího roku vyvolala kolotoč některých z nejuznávanějších jezdců na startovním roštu:
- Úřadující mistrovský tým Lotus podepsali místo Petersona Carlose Reutemanna z Ferrari. Ferrari vzalo Jodyho Schecktera, aby zaplnilo mezeru, a tým Wolf na jeho místo angažoval Jamese Hunta.
- McLaren původně podepsal Petersona, aby nahradil Hunta, ale když Peterson zemřel, byl místo něj podepsán britský kolega John Watson. Jeho místo v Brabhamu zaujal vysoce uznávaný, ale nezkušený Nelson Piquet, který za tým odjel poslední závod minulé sezóny.
- Tyrrell přilákal bývalého jezdce Lotusu Jeana-Pierra Jariera místo Patricka Depaillera, který přestoupil do Ligieru. Francouzský tým získal aktiva Matry pro svůj vstup do Formule 1, ale před sezónou 1979 ztratil tovární podporu. Tým si zajistil smlouvu na motory Ford-Cosworth, stejně jako většina týmů.
- Clay Regazzoni přestoupil ze Shadow do Williamsu, zatímco René Arnoux přestoupil do Renaultu pro svou druhou sezónu. Oba týmy poprvé rozšířily své působení na dva vozy.
- Hans-Joachim Stuck se přestěhoval do ATS, takže tým Shadow měl dvě volná místa. Podepsal Jana Lammerse a Elia de Angelise, oba debutovali ve Formuli 1.
- Arrows nahradil Rolfa Stommelena Jochenem Massem.

### Změny během sezóny
- Po sérii závodů, ve kterých se mu nepodařilo dojet do cíle, James Hunt ukončil kariéru v polovině sezóny a připojil se k BBC Sport jako komentátor. Jeho místo zaujal budoucí šampion Keke Rosberg.
- Patrick Depailler utrpěl v červnu nehodu při závěsném létání a zlomil si obě nohy. Ligier, který byl podporován francouzskou vládou, byl nucen najít jako náhradu francouzského jezdce, kterého našli ve francouzsky mluvícím Belgičanovi Jacky Ickxovi.[2] Bylo to Ickxovo poslední závodění ve Formuli 1.
- Derek Daly byl propuštěn týmem Ensign a nahrazen debutantem Patrickem Gaillardem, který nepřinesl lepší výsledky. Nakonec se řízení ujal šampion Formule 2 Marc Surer. Neuspěl, ale byl to pro něj dobrý vstup a nakonec strávil ve Formuli 1 osm let.
- Po jízdě v privatizovaném Lotusu 79 debutoval Héctor Rebaque se svým vlastnoručně vyrobeným šasi Rebaque HR100 při Grand Prix Itálie.
- V roce 1976 se Alfa Romeo vrátila do Formule 1 jako dodavatel motorů pro Brabham, ale konstruktér Carlo Chiti přesvědčil výrobce, aby vyvinul vlastní šasi. Alfa Romeo 177 debutovala při Grand Prix Belgie 1979. Tým odstoupil od smlouvy o dodávkách s Brabhamem a nechal jej přejít na motory Ford-Cosworth V8 dva závody před koncem sezóny. Podle Nikiho Laudy to nebyl krok vpřed: během prvního tréninku s motorem V8 Rakušan náhle odstavil vůz a opustil tým, protože už neměl chuť "pokračovat v hlouposti jezdit v kruzích".[3] Na jeho místo nastoupil testovací jezdec Ricardo Zunino.
- Tým Fittipaldi rozšířil své působení na dva vozy dva závody před koncem sezóny.

## Kalendář
| Pořadí | Grand Prix                       | Okruh                                        | Datum        |
| ------ | -------------------------------- | -------------------------------------------- | ------------ |
| 1      | Grand Prix Argentiny             | Autódromo Oscar Alfredo Gálvez, Buenos Aires | 21. leden    |
| 2      | Grand Prix Brazílie              | Autodromo de Interlagos, São Paulo           | 4. únor      |
| 3      | Grand Prix Jihoafrické republiky | Kyalami Grand Prix Circuit, Midrand          | 3. březen    |
| 4      | Grand Prix USA Západ             | Long Beach Street Circuit, Kalifornie        | 8. duben     |
| 5      | Grand Prix Španělska             | Circuito Permanente Del Jarama, Madrid       | 29. duben´   |
| 6      | Grand Prix Belgie                | Circuit Zolder, Heusden-Zolder               | 13. květen   |
| 7      | Grand Prix Monaka                | Circuit de Monaco, Monte Carlo               | 27. květen   |
| 8      | Grand Prix Francie               | Dijon-Prenois, Prenois                       | 1. červenec  |
| 9      | Grand Prix Velké Británie        | Silverstone Circuit, Silverstone             | 14. červenec |
| 10     | Grand Prix Německa               | Hockenheimring, Hockenheim                   | 29. červenec |
| 11     | Grand Prix Rakouska              | Österreichring, Spielberg                    | 12. srpen    |
| 12     | Grand Prix Nizozemska            | Circuit Zandvoort, Zandvoort                 | 26. srpen    |
| 13     | Grand Prix Itálie                | Autodromo Nazionale di Monza, Monza          | 9. září      |
| 14     | Grand Prix Kanady                | le Notre-Dame Circuit, Montréal              | 30. září     |
| 15     | Grand Prix USA                   | Watkins Glen Grand Prix Course, New York     | 7. říjen     |

### Změny v kalendáři
- Grand Prix Španělska se posunula o šest týdnů dříve před Grand Prix Belgie a Grand Prix Monaka. Tyto dva závody si také vyměnily pořadí ve srovnání s rokem 1978.
- Grand Prix Švédska se původně měla jet 17. června na okruhu Anderstorp Raceway, ale byla zrušena, protože nadšení pro Formuli 1 ve Švédsku opadlo v důsledku smrti švédských jezdců Ronnieho Petersona a Gunnara Nilssona. Žádná další Grand Prix Švédska se již nekonala.[4]
- Grand Prix Francie byla přesunuta z okruhu Paula Ricarda do Dijon-Prenois v souladu s uspořádáním sdílení událostí mezi těmito dvěma okruhy. Stejně tak byla Grand Prix Velké Británie přesunuta z Brands Hatch na Silverstone.
- Grand Prix USA a Grand Prix Kanady si vyměnily pořadí v kalendáři. Závod ve Watkins Glen hostil finále sezóny.

## Změny předpisů
- Otvor kokpitu se zvětšil.[5][6]
- Poprvé bylo stanoveno, že vůz Formule 1 musí mít dvě zpětná zrcátka.[5][6]

## Výsledky a pořadí

### Grands Prix
| Pořadí | Grand Prix                       | Pole position         | Nejrychlejší kolo | Vítěz závodu          | Vítězný tým   | Výsledky |
| ------ | -------------------------------- | --------------------- | ----------------- | --------------------- | ------------- | -------- |
| 1      | Grand Prix Argentiny             | Jacques Laffite       | Jacques Laffite   | Jacques Laffite       | Ligier-Ford   | Výsledky |
| 2      | Grand Prix Brazílie              | Jacques Laffite       | Jacques Laffite   | Jacques Laffite       | Ligier-Ford   | Výsledky |
| 3      | Grand Prix Jihoafrické republiky | Jean-Pierre Jabouille | Gilles Villeneuve | Gilles Villeneuve     | Ferrari       | Výsledky |
| 4      | Grand Prix USA Západ             | Gilles Villeneuve     | Gilles Villeneuve | Gilles Villeneuve     | Ferrari       | Výsledky |
| 5      | Grand Prix Španělska             | Jacques Laffite       | Gilles Villeneuve | Patrick Depailler     | Ligier-Ford   | Výsledky |
| 6      | Grand Prix Belgie                | Jacques Laffite       | Gilles Villeneuve | Jody Scheckter        | Ferrari       | Výsledky |
| 7      | Grand Prix Monaka                | Jody Scheckter        | Patrick Depailler | Jody Scheckter        | Ferrari       | Výsledky |
| 8      | Grand Prix Francie               | Jean-Pierre Jabouille | René Arnoux       | Jean-Pierre Jabouille | Renault       | Výsledky |
| 9      | Grand Prix Velké Británie        | Alan Jones            | Clay Regazzoni    | Clay Regazzoni        | Williams-Ford | Výsledky |
| 10     | Grand Prix Německa               | Jean-Pierre Jabouille | Gilles Villeneuve | Alan Jones            | Williams-Ford | Výsledky |
| 11     | Grand Prix Rakouska              | René Arnoux           | René Arnoux       | Alan Jones            | Williams-Ford | Výsledky |
| 12     | Grand Prix Nizozemska            | René Arnoux           | Gilles Villeneuve | Alan Jones            | Williams-Ford | Výsledky |
| 13     | Grand Prix Itálie                | Jean-Pierre Jabouille | Clay Regazzoni    | Jody Scheckter        | Ferrari       | Výsledky |
| 14     | Grand Prix Kanady                | Alan Jones            | Alan Jones        | Alan Jones            | Williams-Ford | Výsledky |
| 15     | Grand Prix USA                   | Alan Jones            | Nelson Piquet     | Gilles Villeneuve     | Ferrari       | Výsledky |

### Bodový systém
Body získalo šest nejlepších klasifikovaných jezdců. Mezinárodní pohár konstruktérů započítával pouze body jezdce s nejvyšším umístěním v každém závodě. Pro Mistrovství i Pohár se počítaly čtyři nejlepší výsledky z kol 1-7 a čtyři nejlepší výsledky z kol 8-15.
Čísla bez závorek jsou mistrovské body a čísla v závorkách představují celkový počet získaných bodů. Body byly udělovány v následujícím systému:
| Umístění | 1. | 2. | 3. | 4. | 5. | 6. |
| -------- | -- | -- | -- | -- | -- | -- |
| Body     | 9  | 6  | 4  | 3  | 2  | 1  |
| Zdroj:   |    |    |    |    |    |    |

### Pořadí jedzců
| Poř. | Jezdec                 | ARG | BRA | RSA | USW | ESP | BEL | MON  | FRA | GBR | GER | AUT | NED | ITA | CAN | USA | Body    |
| ---- | ---------------------- | --- | --- | --- | --- | --- | --- | ---- | --- | --- | --- | --- | --- | --- | --- | --- | ------- |
| 1    | Jody Scheckter         | Ret | (6) | 2   | 2   | (4) | 1   | 1    | 7   | (5) | 4   | 4   | 2   | 1   | (4) | Ret | 51 (60) |
| 2    | Gilles Villeneuve      | Ret | 5   | 1   | 1   | 7   | 7   | Ret  | 2   | 14† | 8   | 2   | Ret | 2   | (2) | 1   | 47 (53) |
| 3    | Alan Jones             | 9   | Ret | Ret | 3   | Ret | Ret | Ret  | (4) | Ret | 1   | 1   | 1   | 9   | 1   | Ret | 40 (43) |
| 4    | Jacques Laffite        | 1   | 1   | Ret | Ret | Ret | 2   | Ret  | 8   | Ret | 3   | 3   | 3   | Ret | Ret | Ret | 36      |
| 5    | Clay Regazzoni         | 10  | 15  | 9   | Ret | Ret | Ret | 2    | (6) | 1   | 2   | (5) | Ret | 3   | 3   | Ret | 29 (32) |
| 6    | Patrick Depailler      | 4   | 2   | Ret | 5   | 1   | Ret | (5)  |     |     |     |     |     |     |     |     | 20 (22) |
| 7    | Carlos Reutemann       | 2   | 3   | (5) | Ret | 2   | (4) | 3    | 13  | 8   | Ret | Ret | Ret | 7   | Ret | Ret | 20 (25) |
| 8    | René Arnoux            | Ret | Ret | Ret | DNS | 9   | Ret | Ret  | 3   | 2   | Ret | 6   | Ret | Ret | Ret | 2   | 17      |
| 9    | John Watson            | 3   | 8   | Ret | Ret | Ret | 6   | 4    | 11  | 4   | 5   | 9   | Ret | Ret | 6   | 6   | 15      |
| 10   | Didier Pironi          | Ret | 4   | Ret | DSQ | 6   | 3   | Ret  | Ret | 10  | 9   | 7   | Ret | 10  | 5   | 3   | 14      |
| 11   | Jean-Pierre Jarier     | Ret | Ret | 3   | 6   | 5   | 11  | Ret  | 5   | 3   |     |     | Ret | 6   | Ret | Ret | 14      |
| 12   | Mario Andretti         | 5   | Ret | 4   | 4   | 3   | Ret | Ret  | Ret | Ret | Ret | Ret | Ret | 5   | 10  | Ret | 14      |
| 13   | Jean-Pierre Jabouille  | Ret | 10  | Ret | DNS | Ret | Ret | NC   | 1   | Ret | Ret | Ret | Ret | 14  | Ret | Ret | 9       |
| 14   | Niki Lauda             | Ret | Ret | 6   | Ret | Ret | Ret | Ret  | Ret | Ret | Ret | Ret | Ret | 4   | WD  |     | 4       |
| 15   | Elio de Angelis        | 7   | 12  | Ret | 7   | Ret | Ret | DNQ  | 16  | 12  | 11  | Ret | Ret | Ret | Ret | 4   | 3       |
| =    | Nelson Piquet          | Ret | Ret | 7   | 8   | Ret | Ret | Ret  | Ret | Ret | 12  | Ret | 4   | Ret | Ret | Ret | 3       |
| 17   | Jacky Ickx             |     |     |     |     |     |     |      | Ret | 6   | Ret | Ret | 5   | Ret | Ret | Ret | 3       |
| 18   | Jochen Mass            | 8   | 7   | 12  | 9   | 8   | Ret | 6    | 15  | Ret | 6   | Ret | 6   | Ret | DNQ | DNQ | 3       |
| 19   | Riccardo Patrese       | DNS | 9   | 11  | Ret | 10  | 5   | Ret  | 14  | Ret | Ret | Ret | Ret | 13  | Ret | Ret | 2       |
| =    | Hans-Joachim Stuck     | DNQ | Ret | Ret | DSQ | 14  | 8   | Ret  | DNS | DNQ | Ret | Ret | Ret | 11  | Ret | 5   | 2       |
| 21   | Emerson Fittipaldi     | 6   | 11  | 13  | Ret | 11  | 9   | Ret  | Ret | Ret | Ret | Ret | Ret | 8   | 8   | 7   | 1       |
| —    | Héctor Rebaque         | Ret | DNQ | Ret | Ret | Ret | Ret |      | 12  | 9   | Ret | DNQ | 7   | DNQ | Ret | DNQ | 0       |
| —    | Patrick Tambay         | Ret | Ret | 10  | Ret | 13  | DNQ | DNQ  | 10  | 7   | Ret | 10  | Ret | Ret | Ret | Ret | 0       |
| —    | Ricardo Zunino         |     |     |     |     |     |     |      |     |     |     |     |     |     | 7   | Ret | 0       |
| —    | Geoff Lees             |     |     |     |     |     |     |      |     |     | 7   |     |     |     |     |     | 0       |
| —    | Derek Daly             | 11  | 13  | DNQ | Ret | DNQ | DNQ | DNQ  |     |     |     | 8   |     |     | Ret | Ret | 0       |
| —    | James Hunt             | Ret | Ret | 8   | Ret | Ret | Ret | Ret  |     |     |     |     |     |     |     |     | 0       |
| —    | Jan Lammers            | Ret | 14  | Ret | Ret | 12  | 10  | DNQ  | 18  | 11  | 10  | Ret | Ret | DNQ | 9   | DNQ | 0       |
| —    | Keke Rosberg           |     |     |     |     |     |     |      | 9   | Ret | Ret | Ret | Ret | Ret | DNQ | Ret | 0       |
| —    | Vittorio Brambilla     |     |     |     |     |     |     |      |     |     |     |     |     | 12  | Ret | DNQ | 0       |
| —    | Patrick Gaillard       |     |     |     |     |     |     |      | DNQ | 13  | DNQ | Ret | DNQ |     |     |     | 0       |
| —    | Bruno Giacomelli       |     |     |     |     |     | Ret |      | 17  |     |     |     |     | Ret |     | Ret | 0       |
| —    | Arturo Merzario        | Ret | DNQ | DNQ | Ret | DNQ | DNQ |      | DNQ | DNQ | DNQ | DNQ | DNQ | DNQ | DNQ | DNQ | 0       |
| —    | Marc Surer             |     |     |     |     |     |     |      |     |     |     |     |     | DNQ | DNQ | Ret | 0       |
| —    | Gianfranco Brancatelli |     |     |     |     | DNQ | DNQ | DNPQ |     |     |     |     |     |     |     |     | 0       |
| —    | Alex Ribeiro           |     |     |     |     |     |     |      |     |     |     |     |     |     | DNQ | DNQ | 0       |
| Poř. | Jezdec                 | ARG | BRA | RSA | USW | ESP | BEL | MON  | FRA | GBR | GER | AUT | NED | ITA | CAN | USA | Body    |

| Legenda k tabulce | Legenda k tabulce                                                                       |
| Barva             | Výsledek                                                                                |
| ----------------- | --------------------------------------------------------------------------------------- |
| Zlatá             | Vítěz                                                                                   |
| Stříbrná          | 2. místo                                                                                |
| Bronzová          | 3. místo                                                                                |
| Zelená            | Bodované umístění                                                                       |
| Modrá             | Nebodované umístění                                                                     |
| Modrá             | Dokončil neklasifikován (NC)                                                            |
| Fialová           | Odstoupil (Ret)                                                                         |
| Červená           | Nekvalifikoval se (DNQ)                                                                 |
| Červená           | Nepředkvalifikoval se (DNPQ)                                                            |
| Černá             | Diskvalifikován (DSQ)                                                                   |
| Bílá              | Nestartoval (DNS)                                                                       |
| Bílá              | Závod zrušen (C)                                                                        |
| Světle modrá      | Pouze trénoval (PO)                                                                     |
| Světle modrá      | Páteční testovací jezdec (TD)                                                           |
| Bez barvy         | Netrénoval (DNP)                                                                        |
| Bez barvy         | Vyřazen (EX)                                                                            |
| Bez barvy         | Nepřijel (DNA)                                                                          |
| Bez barvy         | Odvolal účast (WD)                                                                      |
| Bez barvy         | Nezúčastnil se (prázdné)                                                                |
| Označení          | Význam                                                                                  |
| Tučnost           | Pole position                                                                           |
| Kurzíva           | Nejrychlejší kolo                                                                       |
| †                 | Jezdec nedojel do cíle, ale byl klasifikován, protože odjel více než 90 % délky závodu. |
| ‡                 | Byl udělován poloviční počet bodů, protože bylo odjeto méně než 75 % délky závodu.      |
| Horní index       | Umístění bodujících jezdců ve sprintu                                                   |

### Pořadí konstruktérů
| Poř. | Konstruktér        | No. | ARG | BRA | RSA | USW | ESP | BEL | MON  | FRA | GBR | GER | AUT | NED | ITA | CAN | USA | Body |
| ---- | ------------------ | --- | --- | --- | --- | --- | --- | --- | ---- | --- | --- | --- | --- | --- | --- | --- | --- | ---- |
| 1    | Ferrari            | 11  | Ret | 6   | 2   | 2   | 4   | 1   | 1    | 7   | 5   | 4   | 4   | 2   | 1   | 4   | Ret | 113  |
| 1    | Ferrari            | 12  | Ret | 5   | 1   | 1   | 7   | 7   | Ret  | 2   | 14† | 8   | 2   | Ret | 2   | 2   | 1   | 113  |
| 2    | Williams-Ford      | 27  | 9   | Ret | Ret | 3   | Ret | Ret | Ret  | 4   | Ret | 1   | 1   | 1   | 9   | 1   | Ret | 75   |
| 2    | Williams-Ford      | 28  | 10  | 15  | 9   | Ret | Ret | Ret | 2    | 6   | 1   | 2   | 5   | Ret | 3   | 3   | Ret | 75   |
| 3    | Ligier-Ford        | 25  | 4   | 2   | Ret | 5   | 1   | Ret | 5    | Ret | 6   | Ret | Ret | 5   | Ret | Ret | Ret | 61   |
| 3    | Ligier-Ford        | 26  | 1   | 1   | Ret | Ret | Ret | 2   | Ret  | 8   | Ret | 3   | 3   | 3   | Ret | Ret | Ret | 61   |
| 4    | Lotus-Ford         | 1   | 5   | Ret | 4   | 4   | 3   | Ret | Ret  | Ret | Ret | Ret | Ret | Ret | 5   | 10  | Ret | 39   |
| 4    | Lotus-Ford         | 2   | 2   | 3   | 5   | Ret | 2   | 4   | 3    | 13  | 8   | Ret | Ret | Ret | 7   | Ret | Ret | 39   |
| 4    | Lotus-Ford         | 31  | Ret | DNQ | Ret | Ret | Ret | Ret |      | 12  | 9   | Ret | DNQ | 7   |     |     |     | 39   |
| 5    | Tyrrell-Ford       | 3   | Ret | 4   | Ret | DSQ | 6   | 3   | Ret  | Ret | 10  | 9   | 7   | Ret | 10  | 5   | 3   | 28   |
| 5    | Tyrrell-Ford       | 4   | Ret | Ret | 3   | 6   | 5   | 11  | Ret  | 5   | 3   | 7   | 8   | Ret | 6   | Ret | Ret | 28   |
| 5    | Tyrrell-Ford       | 33  |     |     |     |     |     |     |      |     |     |     |     |     |     | Ret | Ret | 28   |
| 6    | Renault            | 15  | Ret | 10  | Ret | DNS | Ret | Ret | NC   | 1   | Ret | Ret | Ret | Ret | 14  | Ret | Ret | 26   |
| 6    | Renault            | 16  | Ret | Ret | Ret | DNS | 9   | Ret | Ret  | 3   | 2   | Ret | 6   | Ret | Ret | Ret | 2   | 26   |
| 7    | McLaren-Ford       | 7   | 3   | 8   | Ret | Ret | Ret | 6   | 4    | 11  | 4   | 5   | 9   | Ret | Ret | 6   | 6   | 15   |
| 7    | McLaren-Ford       | 8   | Ret | Ret | 10  | Ret | 13  | DNQ | DNQ  | 10  | 7   | Ret | 10  | Ret | Ret | Ret | Ret | 15   |
| 8    | Brabham-Alfa Romeo | 5   | Ret | Ret | 6   | Ret | Ret | Ret | Ret  | Ret | Ret | Ret | Ret | Ret | 4   |     |     | 7    |
| 8    | Brabham-Alfa Romeo | 6   | Ret | Ret | 7   | 8   | Ret | Ret | Ret  | Ret | Ret | 12  | Ret | 4   | Ret |     |     | 7    |
| 9    | Arrows-Ford        | 29  | DNS | 9   | 11  | Ret | 10  | 5   | Ret  | 14  | Ret | Ret | Ret | Ret | 13  | Ret | Ret | 5    |
| 9    | Arrows-Ford        | 30  | 8   | 7   | 12  | 9   | 8   | Ret | 6    | 15  | Ret | 6   | Ret | 6   | Ret | DNQ | DNQ | 5    |
| 10   | Shadow-Ford        | 17  | Ret | 14  | Ret | Ret | 12  | 10  | DNQ  | 18  | 11  | 10  | Ret | Ret | DNQ | 9   | DNQ | 3    |
| 10   | Shadow-Ford        | 18  | 7   | 12  | Ret | 7   | Ret | Ret | DNQ  | 16  | 12  | 11  | Ret | Ret | Ret | Ret | 4   | 3    |
| 11   | ATS-Ford           | 9   | DNQ | Ret | Ret | DSQ | 14  | 8   | Ret  | DNS | DNQ | Ret | Ret | Ret | 11  | Ret | 5   | 2    |
| 12   | Fittipaldi-Ford    | 14  | 6   | 11  | 13  | Ret | 11  | 9   | Ret  | Ret | Ret | Ret | Ret | Ret | 8   | 8   | 7   | 1    |
| 12   | Fittipaldi-Ford    | 19  |     |     |     |     |     |     |      |     |     |     |     |     |     | DNQ | DNQ | 1    |
| —    | Brabham-Ford       | 5   |     |     |     |     |     |     |      |     |     |     |     |     |     | 7   | Ret | 0    |
| —    | Brabham-Ford       | 6   |     |     |     |     |     |     |      |     |     |     |     |     |     | Ret | Ret | 0    |
| —    | Wolf-Ford          | 20  | Ret | Ret | 8   | Ret | Ret | Ret | Ret  | 9   | Ret | Ret | Ret | Ret | Ret | DNQ | Ret | 0    |
| —    | Ensign-Ford        | 22  | 11  | 13  | DNQ | Ret | DNQ | DNQ | DNQ  | DNQ | 13  | DNQ | Ret | DNQ | DNQ | DNQ | Ret | 0    |
| —    | Alfa Romeo         | 35  |     |     |     |     |     | Ret |      | 17  |     |     |     |     | Ret |     | Ret | 0    |
| —    | Alfa Romeo         | 36  |     |     |     |     |     |     |      |     |     |     |     |     | 12  | Ret | DNQ | 0    |
| —    | Merzario-Ford      | 24  | Ret | DNQ | DNQ | Ret | DNQ | DNQ | DNPQ | DNQ | DNQ | DNQ | DNQ | DNQ | DNQ | DNQ | DNQ | 0    |
| —    | Rebaque-Ford       | 31  |     |     |     |     |     |     |      |     |     |     |     |     | DNQ | Ret | DNQ | 0    |
| —    | Kauhsen-Ford       | 36  |     |     |     |     | DNQ | DNQ |      |     |     |     |     |     |     |     |     | 0    |
| Poř. | Konstruktér        | No. | ARG | BRA | RSA | USW | ESP | BEL | MON  | FRA | GBR | GER | AUT | NED | ITA | CAN | USA | Body |

| Legenda k tabulce | Legenda k tabulce                                                                       |
| Barva             | Výsledek                                                                                |
| ----------------- | --------------------------------------------------------------------------------------- |
| Zlatá             | Vítěz                                                                                   |
| Stříbrná          | 2. místo                                                                                |
| Bronzová          | 3. místo                                                                                |
| Zelená            | Bodované umístění                                                                       |
| Modrá             | Nebodované umístění                                                                     |
| Modrá             | Dokončil neklasifikován (NC)                                                            |
| Fialová           | Odstoupil (Ret)                                                                         |
| Červená           | Nekvalifikoval se (DNQ)                                                                 |
| Červená           | Nepředkvalifikoval se (DNPQ)                                                            |
| Černá             | Diskvalifikován (DSQ)                                                                   |
| Bílá              | Nestartoval (DNS)                                                                       |
| Bílá              | Závod zrušen (C)                                                                        |
| Světle modrá      | Pouze trénoval (PO)                                                                     |
| Světle modrá      | Páteční testovací jezdec (TD)                                                           |
| Bez barvy         | Netrénoval (DNP)                                                                        |
| Bez barvy         | Vyřazen (EX)                                                                            |
| Bez barvy         | Nepřijel (DNA)                                                                          |
| Bez barvy         | Odvolal účast (WD)                                                                      |
| Bez barvy         | Nezúčastnil se (prázdné)                                                                |
| Označení          | Význam                                                                                  |
| Tučnost           | Pole position                                                                           |
| Kurzíva           | Nejrychlejší kolo                                                                       |
| †                 | Jezdec nedojel do cíle, ale byl klasifikován, protože odjel více než 90 % délky závodu. |
| ‡                 | Byl udělován poloviční počet bodů, protože bylo odjeto méně než 75 % délky závodu.      |
| Horní index       | Umístění bodujících jezdců ve sprintu                                                   |

## Nemistrovské závody
Následující závody byly otevřené pro vozy Formule 1, ale nezapočítávaly se do mistrovství světa jezdců ve Formuli 1 ani do mistrovství světa konstruktérů ve Formuli 1.
| Závod                                   | Okruh          | Datum     | Vítěz závodu      | Vítězný konstruktér |
| --------------------------------------- | -------------- | --------- | ----------------- | ------------------- |
| Marlboro / Daily Mail Race of Champions | Brands Hatch   | 15. duben | Gilles Villeneuve | Ferrari             |
| Gunnar Nilsson Memorial Trophy          | Donington Park | 3. červen | Alan Jones        | Williams-Ford       |
| Grand Prix Dino Ferrari                 | Imola          | 16. září  | Niki Lauda        | Brabham-Alfa Romeo  |